# Onslow, Iowa
Onslow là một thành phố thuộc quận Jones, tiểu bang Iowa, Hoa Kỳ. Năm 2010, dân số của thành phố này là 197 người.

## Dân số
Dân số qua các năm:
- Năm 2000: 223 người.
- Năm 2010: 197 người.